# Causse Mitjà

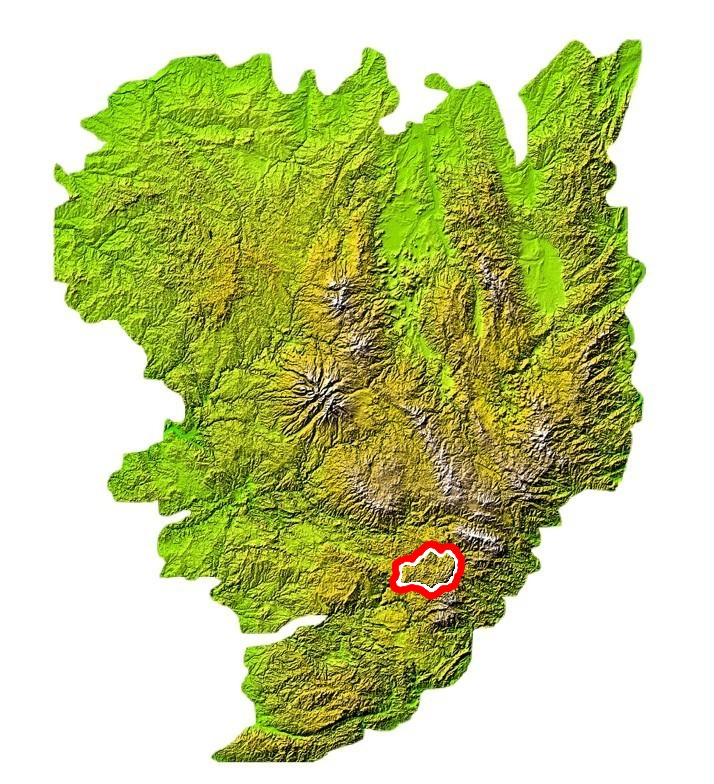
Situació del Causse Mitjà al Massís Central

El Causse Mitjà (en occità Causse Mejan; en francès Causse Méjean) és el causse més elevat i més aïllat dels Grands Causses. Es tracta d'un altiplà calcari que es troba al massís Central, al departament francès de la Losera. La seva altitud mitjana supera els 1.000 m.
També és considerat un Parçan o comarca d'Occitània. Segons la proposta de divisió territorial d'Occitània del diari Jornalet,, basada en l'obra de Frederic Zégierman Le Guide des pays de France, el Causse Mitjà  estaria ubicat a la regió del Llenguadoc, subregió del Gavaldà.